# A Onda
A Onda, por extenso designada “A ONDA” – Translagos, Transportes Públicos, Lda., é um serviço público rodoviário de passageiros que opera no Concelho de Lagos, no Distrito de Faro, em Portugal.
Como concessionária deste serviço, a empresa Translagos, Transportes Públicos, Lda. tem, desde 10 de maio de 2019 e por três anos, um contrato de prestação de serviços com o Município de Lagos para operação de 10 carreiras de camionagem urbana.[carece de fontes?]

## Descrição

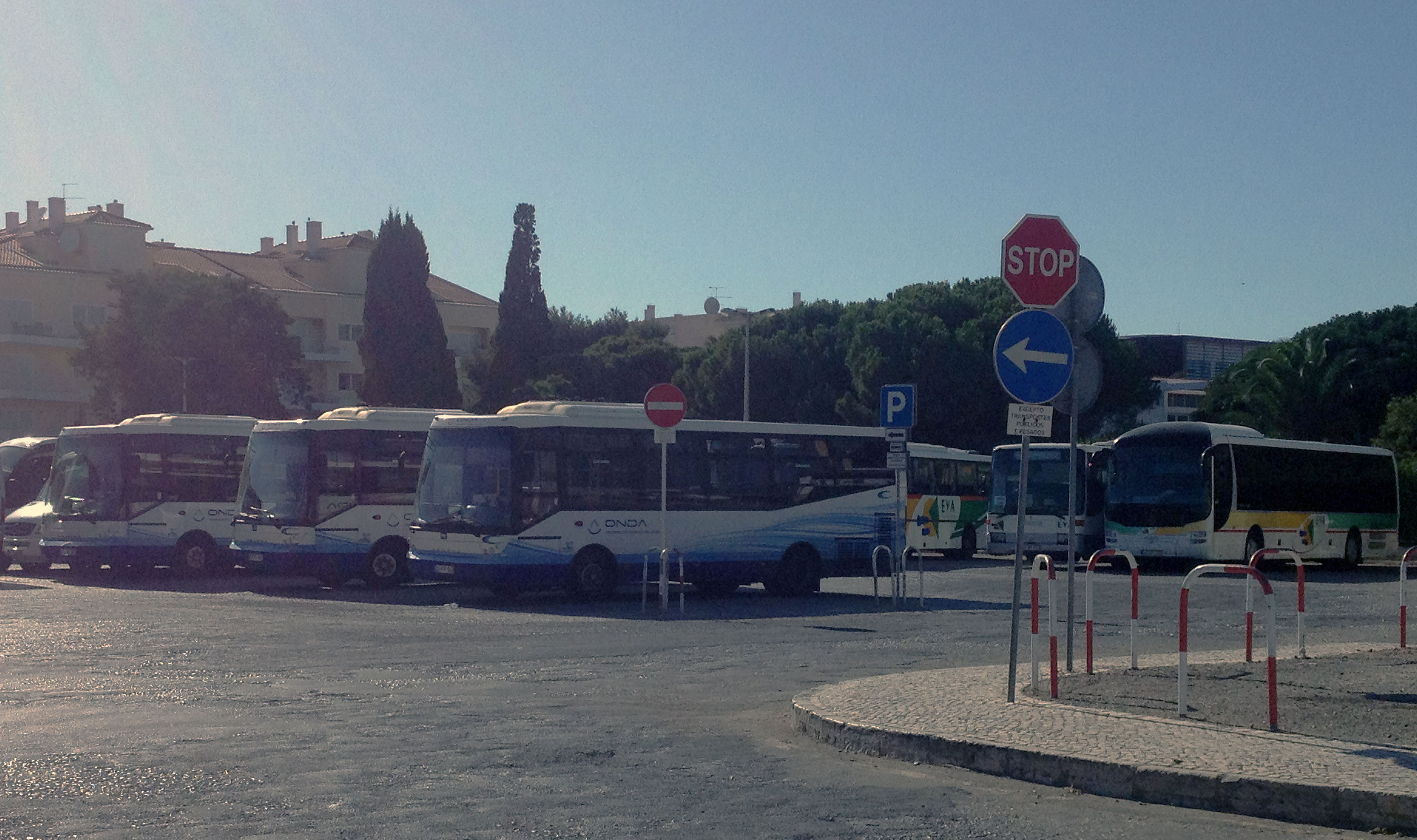
Viaturas d’A Onda e da EVA Transportes no terminal de Lagos, em 2014.

Esta entidade tem dez linhas ou serviços, que ligam várias localidades no Concelho de Lagos entre si. As paragens mais servidas encontram-se no centro de Lagos, que é a localidade mais importante do concelho. Os títulos são vendidos no terminal rodoviário, no Largo do Rossio de São João, e em Bensafrim, Barão de São João, Luz e Odiáxere.
Desde 2010, o serviço atinge aproximadamente 90% da população do concelho, sendo assegurado por uma frota de dezoito veículos. Os veículos têm lotação entre os 24 e os 114 passageiros. Possuem plataformas para o acesso a utentes em cadeiras de rodas, e cumprem a norma Euro IV do Padrão europeu de emissões, com reduzidos índices de emissão poluentes e motores muito silenciosos.
A gestão deste serviço é da responsabilidade da Câmara Municipal de Lagos, tendo concessionado o serviço à Translagos, Transportes Públicos, Lda., empresa que faz parte do Grupo Barraqueiro. A receita obtida é gerida pela Câmara Municipal de Lagos.

## Carreiras
Com o início do serviço a 22 de março de 2007, estão neste momento disponíveis 10 linhas (“ondas”) que servem as populações da cidade de Lagos e as várias povoações do concelho. A cobertura do serviço de transportes alcança a totalidade das freguesias do concelho de Lagos, e inclui ainda a aldeia de Burgau, esta última encontrando-se quase na sua totalidade no vizinho Concelho de Vila do Bispo.
| Esc. EB 2/3 das Naus → Terminal Rodoviário → Portas Portugal CTT → Lar J. Fialho → Finanças → Quisque do Ambiente → IEFP, Polo de Formação / Centro de Saúde → Esc. Júlio Dantas (EN125) → Portas de Portugal → Mercado → Hotel Marina |

| Bº 1º de Maio ↔ Estação CP ↔ Esc. EB 2/3 das Naus ↔ Portas de Portugal - Mercado ↔ Lar J. Fialho ↔ Praia Dona Ana ↔ Torraltinha ↔ Portas de Portugal - CTT |

| Torre ↔ Chinicato (Urb. Municipal) ↔ Chinicato EN125 ↔ Complexo Desportivo ↔ Esc. EB 2/3 das Naus ↔ Portas de Portugal - CTT |

| Montinhos do Burgau ↔ Montinhos da Luz ↔ Igreja Sr.ª da Luz ↔ Valverde ↔ Centro de Saúde ↔ Esc. Gil Eanes ↔ Esc. J. Dantas ↔ Hosp. S. Gonçalo ↔ R. Filarmónica - 1º de Maio ↔ Mercado Sto. Amaro ↔ Cemitério Novo ↔ Tecnopólis ↔ Esc. EB 2,3 nº1 |

| Espiche ↔ Igreja Sr.ª da Luz ↔ Valverde ↔ Centro de Saúde ↔ Esc. Gil Eanes ↔ Esc. J. Dantas ↔ Hosp. S. Gonçalo ↔ R. Filarmónica - 1º de Maio ↔ Mercado Sto. Amaro ↔ Cemitério Novo ↔ Tecnopólis ↔ Esc. EB 2,3 nº1 |

| Valverde ↔ Centro de Saúde ↔ Esc. Gil Eanes ↔ Esc. J. Dantas ↔ Hosp. S. Gonçalo ↔ R. Filarmónica - 1º de Maio ↔ Mercado Sto. Amaro ↔ Cemitério Novo ↔ Tecnopólis ↔ Esc. EB 2,3 nº1 |

| Sargaçal ↔ Chinicato - Ed. Multifunções ↔ Telheiro / N125 ↔ Esc. EB 2/3 das Naus ↔ Portas de Portugal - CTT |

| Monte Judeu ↔ Medronhal-Zoo ↔ Bensafrim-Mercado ↔ Portelas ↔ Tecnopólis ↔ Terminal Rodoviário / Rot. do João II ↔ Portas de Portugal - CTT |

| Colégio ↔ Monte Judeu ↔ Portelas ↔ Complexo Desportivo ↔ Av. Descobrimentos - Marina ↔ Portas de Portugal - CTT |

| Centro de Saúde ↔ Esc. Sec. Júlio Dantas ↔ Hospital S. Gonçalo ↔ Torraltinha ↔ Praça Infante D. Henrique ↔ Portas Portugal / CTT ↔ Rot. D. João II ↔ Esc. EB 2/3 das Naus ↔ Telheiro - EN 125 ↔ Chinicato - EN 125 ↔ Odiáxere - Mercado ↔ Odiáxere - Moinho ↔ Arão ↔ Farta Vacas (cruzamento) ↔ Cotifo |

| Complexo Desportivo → Câmara Municipal → Tecnopólis → IEFP, Polo de Formação / Centro de Saúde → R. Filarmónica 1º Maio → Quiosque do Ambiente → Escola Gil Eanes → Torraltinha → Rossio da Trindade → Escola Gil Eanes → Quiosque do Ambiente → R. Filarmónica 1º Maio → Centro de Saúde → Tecnopólis → Rotunda das Cadeiras → Cãmara Municipal → Av. Descobrimentos - Marina |

| Av. dos Descobrimentos - Marina ↔ Rot. D. Joao II ↔ Esc. EB 2/3 das Naus (dias escolares) ↔ Câmara Municipal ↔ Rot Cadeiras ↔ Cemitério Novo ↔ Tecnopolis (dias escolares) ↔ Rua Filarmónica 1.º de Maio ↔ Quiosque do Ambiente ↔ Esc J. Dantas |

- (*)
  - Zona A - cicuito dentro dos limites da cidade de Lagos
  - Zona B - cicuito fora dos limites da cidade de Lagos
- (☀) Durante os meses de Julho e Agosto, existe alargamento do serviço de transportes d’A Onda, principalmente durante o período noturno e no fim de semana, de forma a dar resposta ao aumento de utilizadores, nomeadamente os turistas.

## Procura
Em dados oficiais de 2019, durante esse ano foram transportados pel’A Onda 634 137 passageiros, correspondendo a um aumento de 24 377 passageiros transportados comparativamente ao ano anterior, representando um aumento na ordem dos 4%.
| linha n.º | nome da linha | serv./ano | km/ano  | pass./ano |
|           | ord.          |           |         |           |
| --------- | ------------- | --------- | ------- | --------- |
| Linha 1   | Onda Vermelha | 4 994,0   | 51 287  | 23 705    |
| Linha 2   | Onda Azul     | 3 757,0   | 95 267  | 99 930    |
| Linha 3   | Onda Rosa     | 7 178,0   | 142 298 | 15 9345   |
| Linha 4   | Onda Amarela  | 5 770,0   | 200 645 | 207 650   |
| Linha 5   | Onda Laranja  | 1 586,0   | 37 875  | 12 611    |
| Linha 6   | Onda Verde    | 2 523,5   | 73 098  | 60 540    |
| Linha 7   | Onda Castanha | 1 367,0   | 41 919  | 17 100    |
| Linha 8   | Onda Lilás    | 1 114,0   | 48 460  | 16 975    |
| Linha 9   | Onda Turqueza | 4 787,5   | 68 591  | 28 373    |
| Linha 10  | Onda Cinza    | 3 649,0   | 27 049  | 7 908     |
| Totais    | Totais        | 36 726    | 786 487 | 634 137   |

Para a realização do serviço, o município de Lagos comparticipou o serviço público de transporte de passageiros urbanos no valor de 621 474,91 € no ano de 2019.[carece de fontes?]

## Material circulante (Frota)

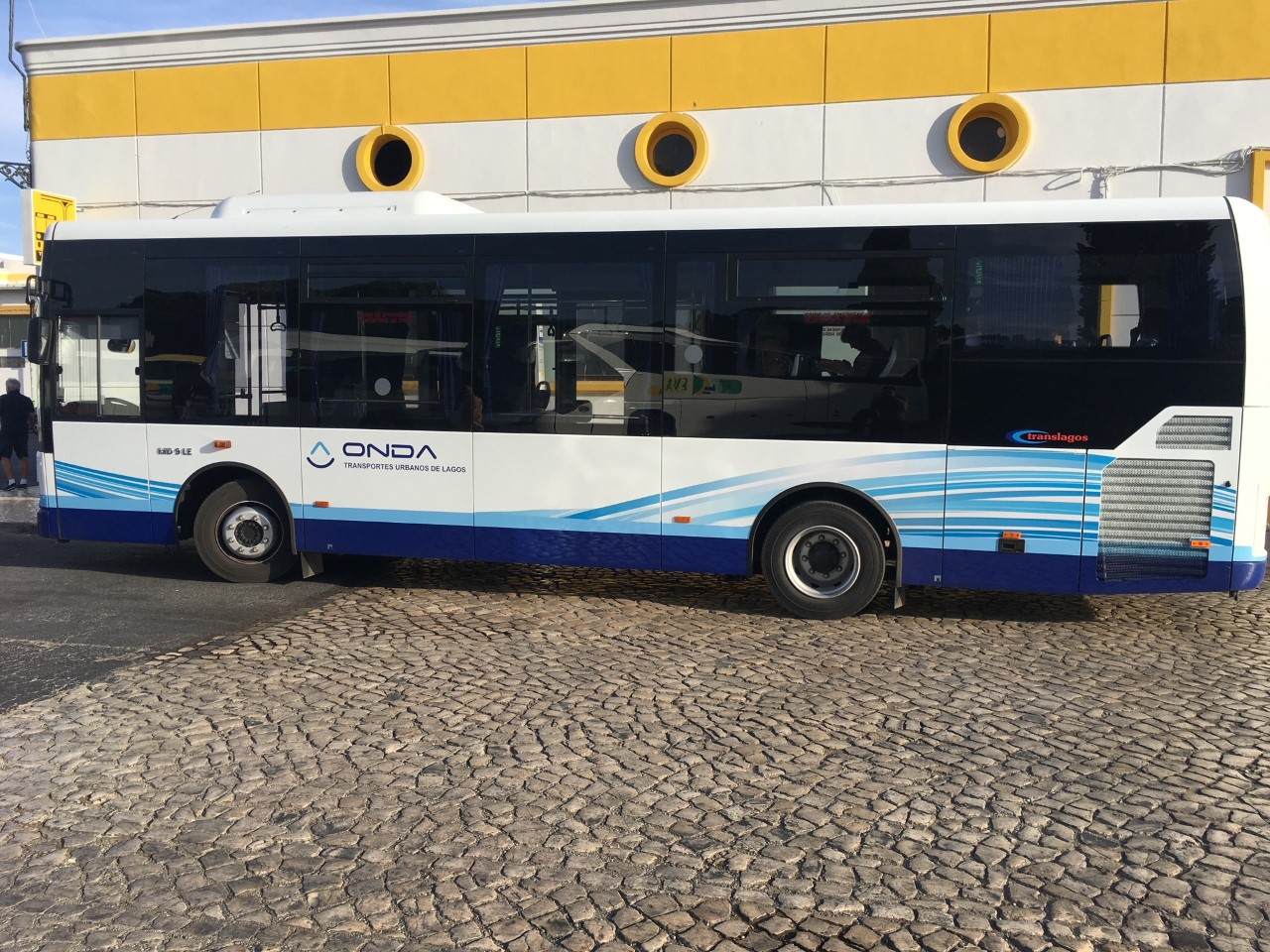
Autocarro da Rede de Transportes "A Onda", parado junto à Estação Rodoviária de Lagos

A frota é composta por 19 viaturas a diesel. Todas as viaturas têm acessibilidade a pessoas com mobilidade condicionada. As viaturas de 2013 (no total de duas) são utilizadas apenas nos reforços em horário escolar (08:00 horas),Predefinição:Clarificar não realizando mais circuitos.[carece de fontes?]
Em dados de 2019, a idade média da frota ao serviço da rede de transportes urbanos de Lagos é de dois anos.[carece de fontes?]
| Marca                  | Lotação                                        | Nº de Veículos | Anos da Matrícula |
| ---------------------- | ---------------------------------------------- | -------------- | ----------------- |
| Mercedes-Benz Sprinter | 15 Sentados + 10 pé + 1 cadeira de rodas = 26  | 9              | 2013 - 2018       |
| Temsa MD 9 LE          | 26 Sentados + 44 pé + 1 cadeira de rodas = 71  | 7              | 2019              |
| MAN                    | 42 Sentados + 47 pé + 1 cadeira de rodas = 90  | 1              | 2009              |
| Temsa LF 12            | 35 Sentados + 79 pé + 1 cadeira de rodas = 115 | 2              | 2019              |
| Totais                 |                                                | 19             | 2009 - 2019       |

A emissão de gases com efeito de estufa (GEE) durante 2019 foi de 495 597,7536 kg de CO2. O consumo de energia (gasóleo) foi de 188 756 l durante o ano de 2019.

## Tarifas
O utilizadores do serviço de transportes A Onda podem adquirir os seus bilhetes nos postos de venda ou a bordo da própria carreia. Nos postos de venda poderão ser adquiridos passes mensais (com preços reduzidos para idosos, estudantes, deficientes ou desempregados residentes no concelho de Lagos) ou anuais, bilhetes magnéticos multiviagens com um carregamento mínimo de 10 viagens, ou bilhetes de 1, 3, 5 ou 7 dias. Os bilhetes de 1 dia podem também ser adquiridos a bordo.[carece de fontes?]
| Modalidade                                                      | Zona A  | Zona B  | Informações |
| --------------------------------------------------------------- | ------- | ------- | --- |
| Bilhete a Bordo                                                 | 1,20€   | 1,60€   | Bilhete adquirido no autocarro São válidos por 1 hora, o que permite fazer transbordos para outras ONDAs (Linhas), sem pagamento adicional. |
| Bilhete Pré-comprado                                            | 0,80 €  | 0,80 €  | Bilhete magnético multiviagens adquirido nos postos de venda pelo valor de 3,00€ e com um carregamento mínimo de 10 viagens;                |
| Bilhete de 1 dia                                                | 3,60 €  | 3,60 €  | Bilhete adquirido no autocarro e nos postos de venda                                                                                        |
| Bilhete de 3 dias                                               | 9,00 €  | 9,00 €  | Bilhete adquirido nos postos de venda |
| Bilhete de 5 dias                                               | 15,00 € | 15,00 € | Bilhete adquirido nos postos de venda |
| Bilhete de 7 dias                                               | 21,60 € | 21,60 € | Bilhete adquirido nos postos de venda |
| Passe Mensal                                                    | 22,40 € | 22,40 € | Cartão magnético pessoal sem contacto adquirido nos postos de venda.                                                                        |
| Passe Mensal Deficientes / Desempregadps residentes no Concelho | 16,80 € | 16,80 € | Após cumprimento de requisitos estabelecidos pela Câmara Municipal de Lagos                                                                 |
| Passe Mensal 3.ª Idade / Estudantes residentes no Concelho      | 13,44 € | 13,44 € | Após cumprimento de requisitos estabelecidos pela Câmara Municipal de Lagos                                                                 |
| Passe Jovem                                                     | 0,00 €  | 0,00 €  | Após cumprimento de requisitos estabelecidos pela Câmara Municipal de Lagos                                                                 |
| Passe Mensal Até aos 12 anos                                    | 0,00 €  | 0,00 €  | Após cumprimento de requisitos estabelecidos pela Câmara Municipal de Lagos                                                                 |
| Passe Anual                                                     | 280 €   | 280 €   | Cartão magnético pessoal sem contacto adquirido nos postos de venda                                                                         |

## História

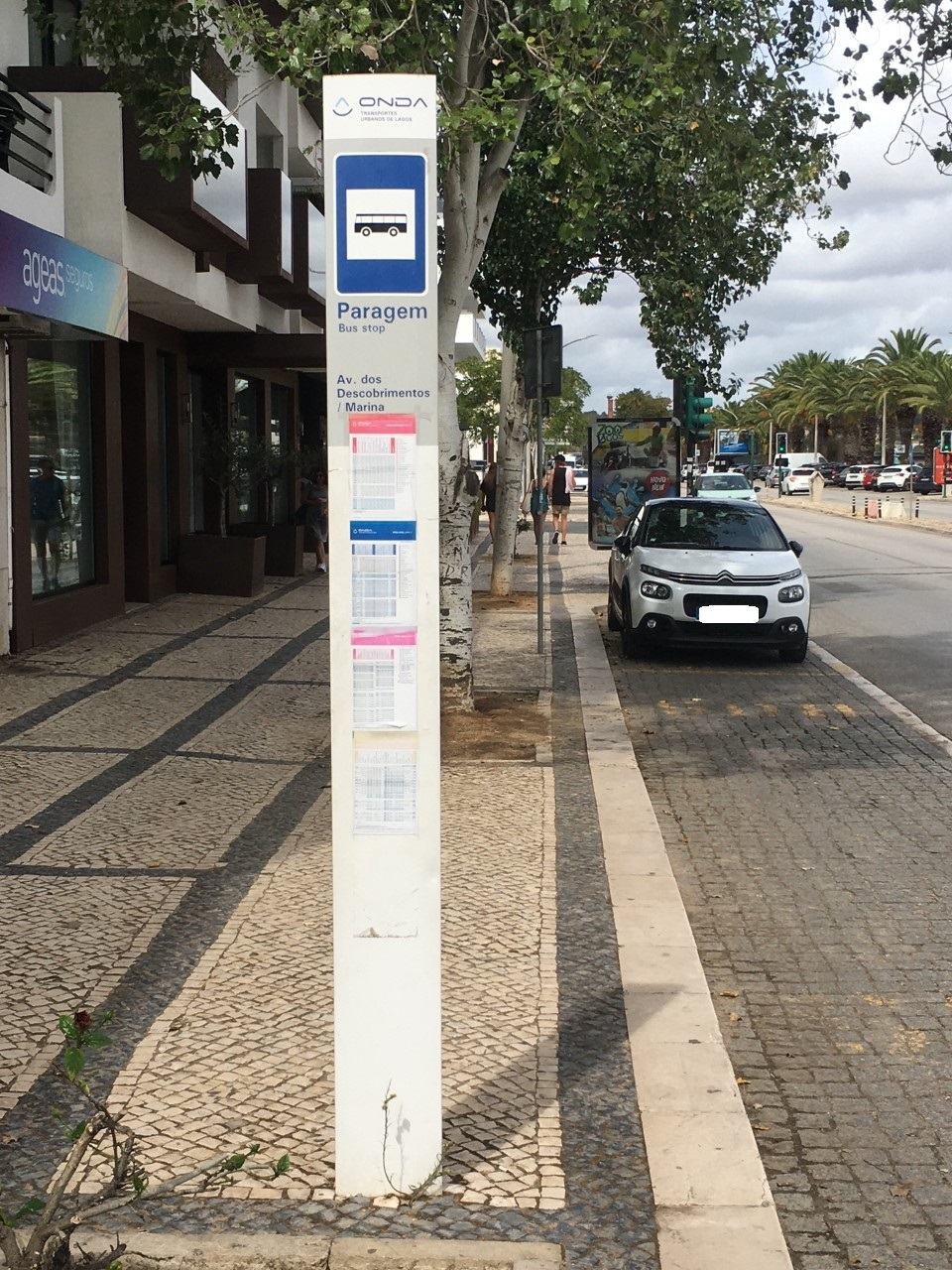
Paragem sem abrigo da rede de transportes urbanos "A Onda", na Avenida dos Descobrimentos em Lagos, Portugal

O serviço original de transportes urbanos no concelho era denominado de Translagos, que fazia aproximadamente os mesmos percursos. Porém, na reunião ordinária da Câmara Municipal de Lagos de 22 de Agosto de 2007, Reis Simões, consultor dos transportes, declarou que o serviço da Translagos se havia tornado ilegal, devido ao facto do seu suporte legislativo ter cessado de existir.
Em 14 de Janeiro de 2008, a Câmara Municipal de Lagos, assinou, na sequência de um concurso público para a concessão de um sistema de transportes públicos para o Concelho, um contrato com a empresa “Translagos – Transportes Públicos, Limitada”; este contrato foi aprovado pelo Tribunal de Contas a 6 de Fevereiro.
Em 22 de Março do mesmo ano, procedeu-se à inauguração do serviço, numa cerimónia levada a cabo na Praça do Infante, em Lagos; nessa altura, apenas existiam 7 linhas, asseguradas por 11 veículos.
Em 3 de Abril, a Assembleia Municipal de Lagos, sob proposta da Câmara Municipal, aprovou a atribuição de várias orientações estratégicas à empresa municipal FuturLagos; uma dessas orientações, corporizada no Contrato de Gestão a celebrar entre o Município de Lagos e a FuturLagos sobre a Gestão do Sistema de Transportes Públicos de Lagos, determinou que esta deveria passar a assegurar o transporte rodoviário de passageiros no concelho de Lagos, através da gestão do sistema de transportes urbanos de Lagos, denominado A Onda. Com esta medida, ambicionou-se que a gestão deste sistema de transportes fosse feita de forma global, e que se verificasse um aumento das receitas da exploração do serviço, através da venda de títulos e em publicidade no material circulante e nas paragens, e de redução de custos, ao aplicar-se uma gestão centralizada do serviço.
Em 2009, um protocolo entre as empresas FuturLagos e Lagos em Forma concedeu aos utilizadores do serviço A Onda descontos no uso dos equipamentos desportivos no Concelho de Lagos.
A 12 de Abril de 2010, A Onda classificou-se em terceiro lugar no Prémio Acessibilidades aos Transportes, promovido pelo Instituto da Mobilidade e dos Transportes Terrestres.
No âmbito da comemoração do Dia Europeu Sem Carros, a 22 de Setembro, a Câmara Municipal de Lagos convidou a população em geral anualmente para «dar folga ao carro» e substituí-lo por veículos menos poluentes como o autocarro, oferencendo viagens gratuitas nas carreiras d’A Onda.
Em 2019, em reunião ordinária da Câmara Municipal de Lagos, foi aprovada a abertura de vários concursos para a aquisição de viaturas, no valor global de 200 mil euros. O investimento foi justificado pela antiguidade e obsolescência do parque automóvel existente, e pelas exigências legais que vigoravam momento, nomeadamente no que concerne ao transporte de crianças.
A partir de Dezembro de 2019 “A Onda”, passou a ter novos valores para os passes mensais normais, de estudante e de reformados. A alteração surgiu no seguimento da publicação do Despacho nº 1234-A/2019, de 4 de fevereiro de 2019, em que foi aprovado o Programa de Apoio à Redução Tarifária (PART), o qual permitiu executar um programa de financiamento das autoridades de transporte para o desenvolvimento de ações que promovessem a redução tarifária nos sistemas de transporte público coletivo. Os passes normais, sénior e de estudante passaram a usufruir de uma redução de 20 por cento face ao valor de tabela.
Por decisão da Câmara Municipal de Lagos, as crianças que tenham até 12 anos de idade, residentes no concelho de Lagos, passaram a estar isentas na utilização d’A Onda, a partir de 1 de Março de 2020, após aquisição de um cartão magnético (“A ONDA Jovem”), com o custo de 5 euros. Fontes dos serviços da autarquia de Lagos estimam que esta medida venha a abranger cerca de 700 crianças.
Em 2023 registou-se um aumento de 13% na procura em relação ao ano anterior, acréscimo que se verificou principalmente durante o período escolar, e que terá sido parcialmente motivado pelo reforço nas carreiras dos autocarros, e à implementação de várias melhorias nos abrigos.